# Lucio Volusio Saturnino (cónsul 87)
Lucio Volusio Saturnino (en latín Lucius Volusius Saturninus) fue un senador romano que desarrolló su cursus honorum a finales del siglo I, bajo el imperio de Domiciano.

## Familia
Era hijo de Quinto Volusio Saturnino, consul ordinarius en 56 y hermano de Quinto Volusio Saturnino, consul ordinarius en 92.

## Carrera política
Lucio Volusio Saturnino pertenecía a una de las familias senatoriales que habían apoyado a Vespasiano en su ascenso al poder durante el año de los cuatro emperadores, y que también estaba muy próxima al propio Domiciano; como consecuencia, fue designado consul ordinarius en 87, compartiendo la magistratura con el propio Domiciano.